# Carabodes paraspinosus
Carabodes paraspinosus är en kvalsterart som beskrevs av Kulijev 1968. Carabodes paraspinosus ingår i släktet Carabodes och familjen Carabodidae. Inga underarter finns listade.